# De Poelen (molen)
De Poelen (Fries: De Puollen) is een poldermolen in De Poelen, ongeveer een kilometer ten oosten van het Friese dorp Dronrijp, dat in de Nederlandse gemeente Waadhoeke ligt.

## Beschrijving
De Poelen, een grondzeiler, werd in 1850 gebouwd voor de bemaling van de 365 ha grote Oosterpolder, die tegenwoordig deel uitmaakt van de polder De Poelen. Lange tijd verkeerde de molen in vervallen toestand, maar in 1984/1985 werd hij gerestaureerd. Hij is niet meer aangesloten op de Friese boezem, maar wel maalvaardig in circuit. De wipstok van de molen is aan het uiteinde versierd met een eenhoorn. De molen is eigendom van de Stichting Molens in Menaldumadeel en kan worden bezichtigd wanneer hij draait.